# Walkeria atlantica
Walkeria atlantica är en mossdjursart som först beskrevs av Busk 1886.  Walkeria atlantica ingår i släktet Walkeria och familjen Walkeriidae. Inga underarter finns listade i Catalogue of Life.